# Christine (Siouxsie and the Banshees)
Christine is een single van Siouxsie and the Banshees, afkomstig van het album Kaleidoscope. Het is de tweede single die van dit album werd uitgegeven. Beide zijden van de plaat begonnen met een hitsingle. Op de A-kant stond Happy House en de B-kant begon met Christine.
De single werd in het Verenigd Koninkrijk een hit en eindigde in de UK Singles Chart op de 24e plek.
De tekst van het nummer gaat over Christine Costner-Sizemore, die volgens haar psychiater Corbett H. Thigpen, leed aan een meervoudige-persoonlijkheidsstoornis. Hij heeft dit beschreven in het boek The Three Faces of Eve. Ook het nummer Eve White/Eve Black gaat over deze persoon. Van de eigen hand van Christine zijn de boeken I'm Eve en A Mind Of My Own.